# Trapezni mišić
Trapezni mišić (lat. musculus trapezius) je mišić leđa koji je smješten najpovršnije, a ima oblik trapeza. Mišić inerviraju ogranci vratnog spleta i grana pridodanog živca. 

## Polazište i hvatište
Mišić polazi široko, sa zatiljne kosti, s lat. ligamentum nuchae, sa šiljastih nastavka kralježaka (7. vratni i svi prsni). Mišićne niti se skupljaju i hvataju se za ključnu kost (lateralna trećina stražnjeg ruba), lopaticu i rameni vrh (lat. acromion) na lopatici. 
Ovisno o smjeru, razlikujemo na ovom mišiću:
- silazne niti - hvataju se za ključnu kost
- poprečne niti - hvataju se za akromion i na greben lopatice
- uzlazne niti - hvataju se za lopaticu

Svake od ovih niti imaju različitu funkciju.